# Руне Бер'єссон
Руне Бер'єссон (швед. Rune Börjesson, 5 квітня 1937, Гетеборг — 8 лютого 1996, Стокгольм) — шведський футболіст, що грав на позиції півзахисника за «Ергрюте», «Палермо» та національну збірну Швеції.

## Клубна кар'єра
У дорослому футболі дебютував 1955 року виступами за команду «Ергрюте», в якій провів шість сезонів, взявши участь у 64 матчах чемпіонату. У складі «Ергрюте» був одним з головних бомбардирів команди, маючи середню результативність на рівні 0,78 гола за гру першості. Двічі поспіль, в сезонах 1959 і 1960 років, ставав найкращим бомбардиром шведської футбольної першості.
1961 року перебрався до італійського «Ювентуса». Утім не пробився до складу його команди і того ж року був відданий в оренду до «Палермо». Відіграв за клуб зі столиці Сицилії наступні два сезони своєї ігрової кар'єри.
1964 року повернувся до рідного «Ергрюте», в якому відіграв останні чотири сезони своєї ігрової кар'єри.

## Виступи за збірну
1958 року дебютував в офіційних матчах у складі національної збірної Швеції. Загалом протягом чотирирічної кар'єри в національній команді провів у її формі 20 матчів, забивши 17 голів.
Помер 8 лютого 1996 року на 59-му році життя в Стокгольмі.

## Титули і досягнення

### Особисті
- Найкращий бомбардир чемпіонату Швеції (2):

1959 (21 гол), 1960 (24 голів)